# Lisa Su

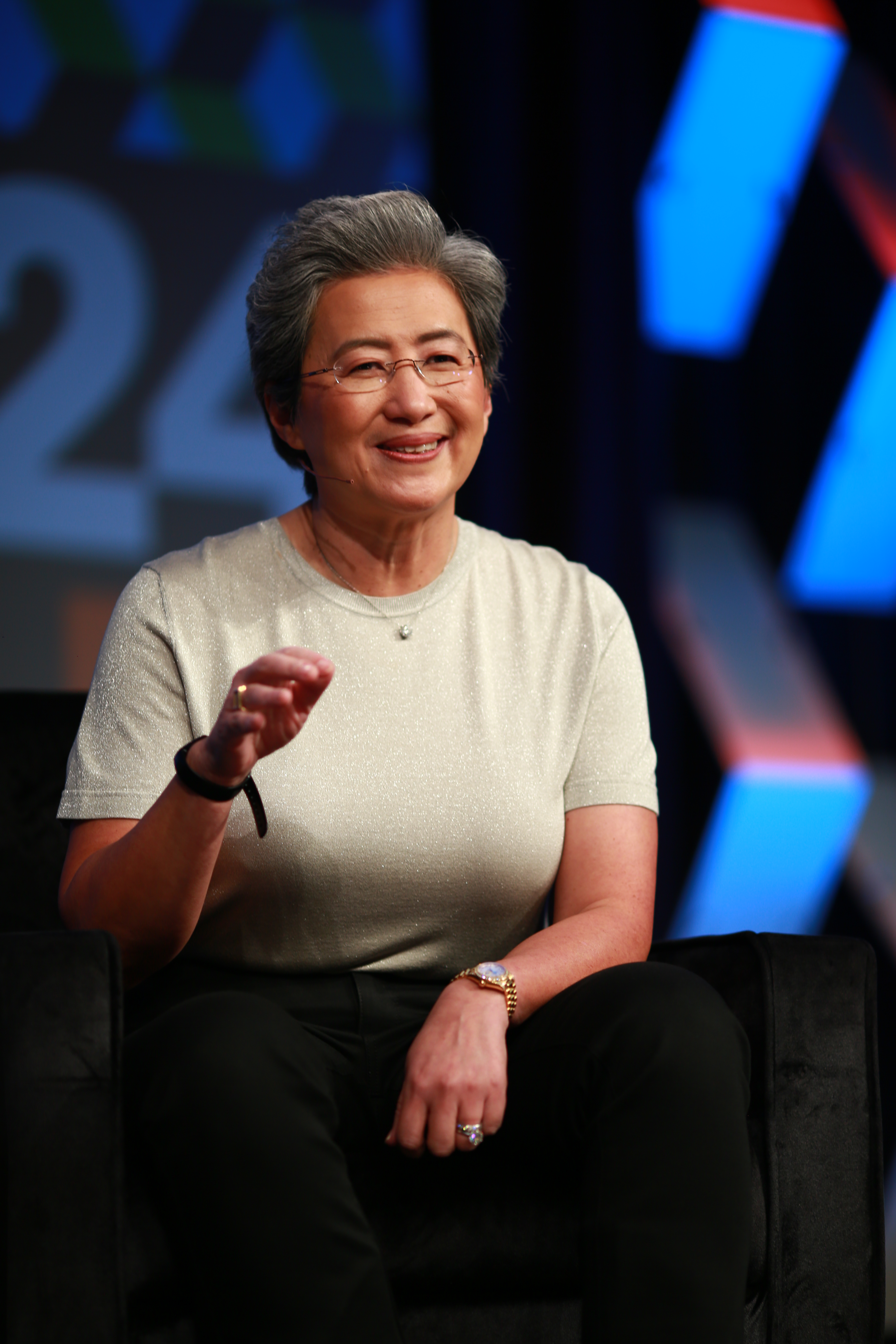
Lisa Su (2024)

Lisa Tzwu-Fang Su (chinesisch 蘇姿丰 / 苏姿丰, Pinyin Sū Zīfēng, Zhuyin ㄙㄨ ㄗ ㄈㄥ; * 7. November 1969 in Tainan) ist eine US-amerikanische Elektroingenieurin und Managerin taiwanischer Herkunft. Seit 2014 ist sie CEO und Präsidentin des Chipherstellers Advanced Micro Devices (AMD). Frühere Stationen ihrer Karriere waren Ingenieur- und Management-Positionen bei Texas Instruments, IBM und Freescale Semiconductor. Sie entwickelte Technologien zur Herstellung von Silicon-on-Insulator-Halbleitern und, während sie Vizepräsidentin des Forschungs- und Entwicklungszentrums für Halbleiter bei IBM war, effizientere Computerchips.
Im Oktober 2014 wurde Su zur Präsidentin und CEO von AMD ernannt. Su hatte seit 2012 bei AMD gearbeitet und war Senior Vice President der AMD-Auslandsgesellschaften sowie Chief Operating Officer. Sie ist Mitglied der Leitungsgremien der Global Semiconductor Alliance und der Semiconductor Industry Association sowie IEEE Fellow des Institute of Electrical and Electronics Engineers (IEEE). Neben diversen anderen Ehrungen und Auszeichnungen wurde sie 2014 von der Branchenzeitschrift EE Times (Electronic Engineering Times) zur Führungskraft des Jahres (Executive of the Year) ernannt und 2017 von Fortune zu einer der weltweit größten Führungspersönlichkeiten (World’s Greatest Leaders). 2024 wurde sie von der Time erneut als CEO des Jahres ausgezeichnet.

## Kindheit und Ausbildung
Su wurde in Taiwan in der Küstenstadt Tainan geboren. Im Alter von etwa 3 Jahren wanderte sie mit ihren Eltern Chun-Hwai Su (蘇春槐 Sū Chūnhuái) und Sandy Su (geborene Lo, 羅淑雅 Luó Shūyǎ) in die USA aus. Sie und ihr Bruder wurden als Kinder ermutigt, Mathematik und Naturwissenschaften zu studieren, und als sie 7 Jahre alt war, begann ihr Vater, ein pensionierter Statistiker, mit ihr Multiplikationstabellen (Einmaleins) zu üben. Ihre Mutter, eine später unternehmerisch tätige Buchhalterin, brachte ihr Unternehmensideen näher. Schon in jungen Jahren hatte sie das Ziel, Ingenieurin zu werden, denn „Ich hatte einfach eine große Wissbegierde darauf, wie Dinge funktionieren“. Im Alter von 10 begann sie damit, die funkferngesteuerten Modellautos ihres Bruders zu zerlegen und reparieren. Ihren ersten Computer, einen Apple II, hatte sie, als sie die Junior High School besuchte. Sie besuchte die Bronx High School of Science in New York City, die sie 1986 abschloss.
Su studierte ab Herbst 1986 am Massachusetts Institute of Technology (MIT) mit der Absicht, als Hauptfach (major) entweder Elektrotechnik (electrical engineering) oder Informatik (computer science) zu wählen. Sie wählte Elektrotechnik, das ihr das schwierigste Hauptfach zu sein schien. Im ersten Studienjahr arbeitete sie als studentische Hilfskraft im Rahmen des Undergraduate Research Opportunities Program (UROP) daran, „Silizium-Wafer für Testzwecke von postgradualen Studenten (Master-Studenten und Doktoranden) herzustellen“. Dieses Projekt sowie ihre Ferienjobs bei Analog Devices schürten ihr Interesse an Halbleitern. Sie konzentrierte sich während ihres restlichen Studiums auf dieses Thema und verbrachte viel Zeit damit, in Laboren Produkte zu entwerfen und anzupassen. Nach ihrem Bachelor-Abschluss in Elektrotechnik machte sie 1991 ihren Master am MIT. 1990 bis 1994 studierte sie für ihre Promotion am MIT. Die MIT Technology Review berichtet, dass sie als Doktorandin „sich als eine der ersten Forscherinnen mit Silicon-on-Insulator-Technologie (SOI) beschäftigte, einer zu diesem Zeitpunkt noch nicht bewährten Technik, Transistoren dadurch effizienter zu machen, dass man sie auf Schichten eines isolierenden Materials aufbaut“. 1994 erhielt sie den Doktorgrad (Ph.D.) in Elektrotechnik vom MIT. Ihre Dissertation trägt den Titel Extreme-submicrometer silicon-on-insulator (SOI) MOSFETs.

## Karriere

### 1994–1999: Texas Instruments und IBM-Forschungsabteilung
Von Juni 1994 bis Februar 1995 arbeitete Su für Texas Instruments im Semiconductor Process and Device Center (SPDC) des Unternehmens. Im Februar 1995 stellte IBM Su als Forschungsmitarbeiterin für Bauelementephysik ein und ernannte sie zur Vizepräsidentin von IBMs Halbleiterforschungs- und -entwicklungszentrums. In ihrer Zeit bei IBM hatte Su einen „entscheidenden Anteil“ an der Entwicklung des „Rezepts“, um Kupferverbindungen (statt Aluminium) mit Halbleiterchips verwenden zu können, „indem sie das Problem löste, Verunreinigungen des Kupfers daran zu hindern, die Halbleiterbauelemente während der Produktion zu kontaminieren“. Su arbeitete mit verschiedenen IBM-Entwicklungsteams an den Details des Bauelements. „Kupfer war nicht meine Spezialität, aber ich habe mich dorthin begeben, wo es Probleme gab“. Die Kupfer-Technologie wurde ab 1998 angewendet, entwickelte sich zum neuen Industriestandard und brachte Chips hervor, die bis zu 20 % schneller waren als die herkömmlichen Versionen.

### 2000–2007: IBM-Abteilung für neue Produkte
2000 wurde Su eine einjährige Aufgabe als technische Assistentin von Lou Gerstner übertragen, dem CEO von IBM. Anschließend übernahm sie die Position des Direktors für neue Projekte. „Ich war im Wesentlichen Direktor von mir selbst – es gab niemanden sonst in dieser Gruppe“. Als Leiterin und Gründerin der IBM-Abteilung für neue Produkte leitete sie quasi ein Start-up-Unternehmen und stellte schnell 10 Mitarbeiter ein, die sich auf Biochips und „verbrauchsarme und breitbandige Halbleiter“ konzentrierten. Ihr erstes Produkt war ein Mikroprozessor, der die Akkulaufzeit von Handys und anderen Mobilgeräten verlängerte. Die MIT Technology Review nahm Su 2001 in ihre Liste „Top Innovators Under 35“ auf, teils wegen ihrer Arbeit mit neuen Produkten. Su vertrat IBM auch in einer Zusammenarbeit mit Sony und Toshiba, um Chips der nächsten Generation zu erschaffen. Laut Ken Kutaragi steigerte diese Zusammenarbeit „die Leistung von Spielkonsolenprozessoren um den Faktor 1000“, und Sus Team hatte schließlich die Idee für einen Chip mit neun Prozessoren, aus dem später der Cell-Prozessor wurde, der in Geräten wie der PlayStation 3 von Sony verwendet wurde. Su blieb bis Mai 2007 Vizepräsidentin von IBMs Halbleiterforschungs- und -entwicklungszentrum.

### 2007–2011: Freescale Semiconductor
Im Juni 2007 wechselte Su zu Freescale Semiconductor als Chief Technology Officer (CTO) und leitete bis August 2009 die Forschungs- und Entwicklungsabteilung von Freescale Semiconductor. Von September 2008 bis Dezember 2011 fungierte sie als senior vice president und general manager der Netzwerk- und Multimedia-Abteilung des Unternehmens und war für die globale Strategie, das Marketing und die Entwicklung im Geschäft mit eingebetteten Kommunikations- und Anwendungsprozessoren verantwortlich. Als Leiterin des Freescale-Geschäfts mit Netzwerk-Chips half sie laut EE Times Freescale dabei, „das Haus auf Vordermann zu bringen“. Freescale ging 2011 an die Börse.

### 2012–2014: Aufstieg bei AMD
Im Januar 2012 wechselte Su als senior vice president und general manager zu Advanced Micro Devices (AMD), wo sie die AMD-Auslandsgesellschaften und die geschäftliche „Ende-zu-Ende-Ausführung“ der AMD-Produkte beaufsichtigte. In den folgenden zwei Jahren hatte sie „eine wichtige Rolle“ dabei, das Unternehmen in Geschäftsfelder außerhalb des PC-Geschäfts zu bringen, und arbeitete mit Microsoft und Sony daran, AMD-Chips in den Spielkonsolen Xbox One und PlayStation 4 zu platzieren.
Am 8. Oktober 2014 gab AMD Sus Ernennung zur Präsidentin und CEO bekannt, als Nachfolgerin von Rory Read. Als ihren Plan für AMD nannte Su Investitionen in die „richtigen Technologien“, Glättung des Produktangebots und fortgesetzte Diversifizierung. Sie wollte zudem das Unternehmen „vereinfachen“ und die Entwicklung neuer Technologien beschleunigen. Einige Analysten lobten die Ernennung Sus wegen ihrer Karrierestationen und stellten fest, dass AMD in Produktbereichen wachsen wolle, in denen Su über „ausgiebige Erfahrung“ verfüge.

### 2015–2016: Einstieg in neue Geschäftsfelder bei AMD

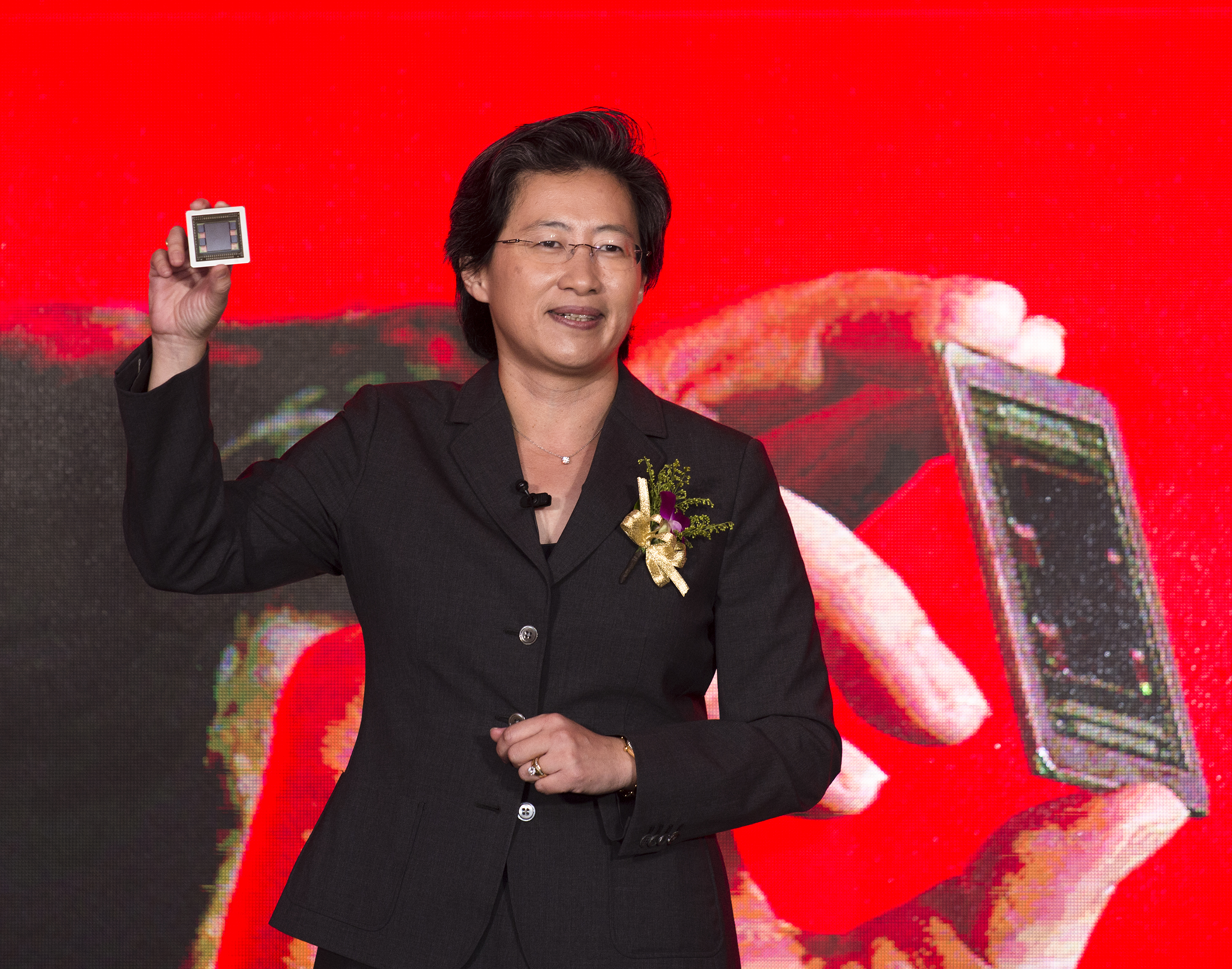
AMD-CEO Lisa Su im Juni 2015

Im Februar 2015 kamen rund 40 % der AMD-Umsätze von Nicht-PC-Märkten wie Spielkonsolen und eingebetteten Geräten. Bevor Su 2012 zu AMD wechselte, lag dieser Anteil bei etwa 10 %. Im Mai 2015 präsentierten Su und andere AMD-Führungskräfte eine Langzeit-Strategie, der zufolge sich AMD auf die Entwicklung von Hochleistungs-Rechen- und Grafiktechnologien für drei Wachstumsmärkte konzentrieren würde: Computerspiele, Datacenter und „immersive Plattformen“.
Im Januar 2016 gab Su bekannt, dass AMD an neuen FinFET-basierten Chips arbeite, um neue Mikroprozessoren, Produkte, Accelerated Processing Units (APUs), Grafikchips und nach Kundenwünschen angepasste Chip-Entwürfe für sich in der Entwicklung befindliche Spielkonsolen anbieten zu können. Der AMD-Börsenkurs schoss im Juli 2016 nach starkem Umsatzwachstum des Unternehmens in die Höhe. Fortune schrieb die „eindrucksvollen“ Zahlen Su zu und bemerkte, dass sie „damit fortfahre, ihren Comeback-Plan auszuführen [...] entscheidende Zuwächse im Markt für Graphik- und Spielkonsolenchips haben das Ergebnis ebenso in die Höhe getrieben wie eine kluge Vereinbarung, Serverchipentwürfe in China zu lizenzieren“.

### Seit 2017: Ryzen
Nachdem AMD im zweiten Quartal 2017 die ersten Zen-Chips auf den Markt gebracht hatte, stieg der Marktanteil des Unternehmens bei CPUs auf fast 11 %. Ryzen-CPUs wurden von mehreren Websites positiv bewertet, speziell ihre hohe Thread-Anzahl bei gleichzeitig drastisch niedrigeren Preisen als denen von Intel, vor allem im Hochleistungssegment mit AMDs Threadripper-Workstationprozessoren.
Su ist die erste Frau, die jemals bei der jährlichen AP-Erhebung von CEO-Gehältern die Liste anführte: Ihr Gesamtgehalt für 2019 betrug 58,5 Millionen US-$.

## Gremienmitgliedschaften und Veröffentlichungen
Su ist Mitglied der Leitungsgremien der Global Semiconductor Alliance und der Semiconductor Industry Association. 2018 wurde sie zur Vorsitzenden des Leitungsgremiums der Global Semiconductor Alliance ernannt. Stand 2016 hat sie mehr als 40 technische Artikel veröffentlicht und ist außerdem Ko-Autorin eines Buchkapitels über Verbraucherelektronik der nächsten Generation.

## Auszeichnungen
Liste von Auszeichnungen:

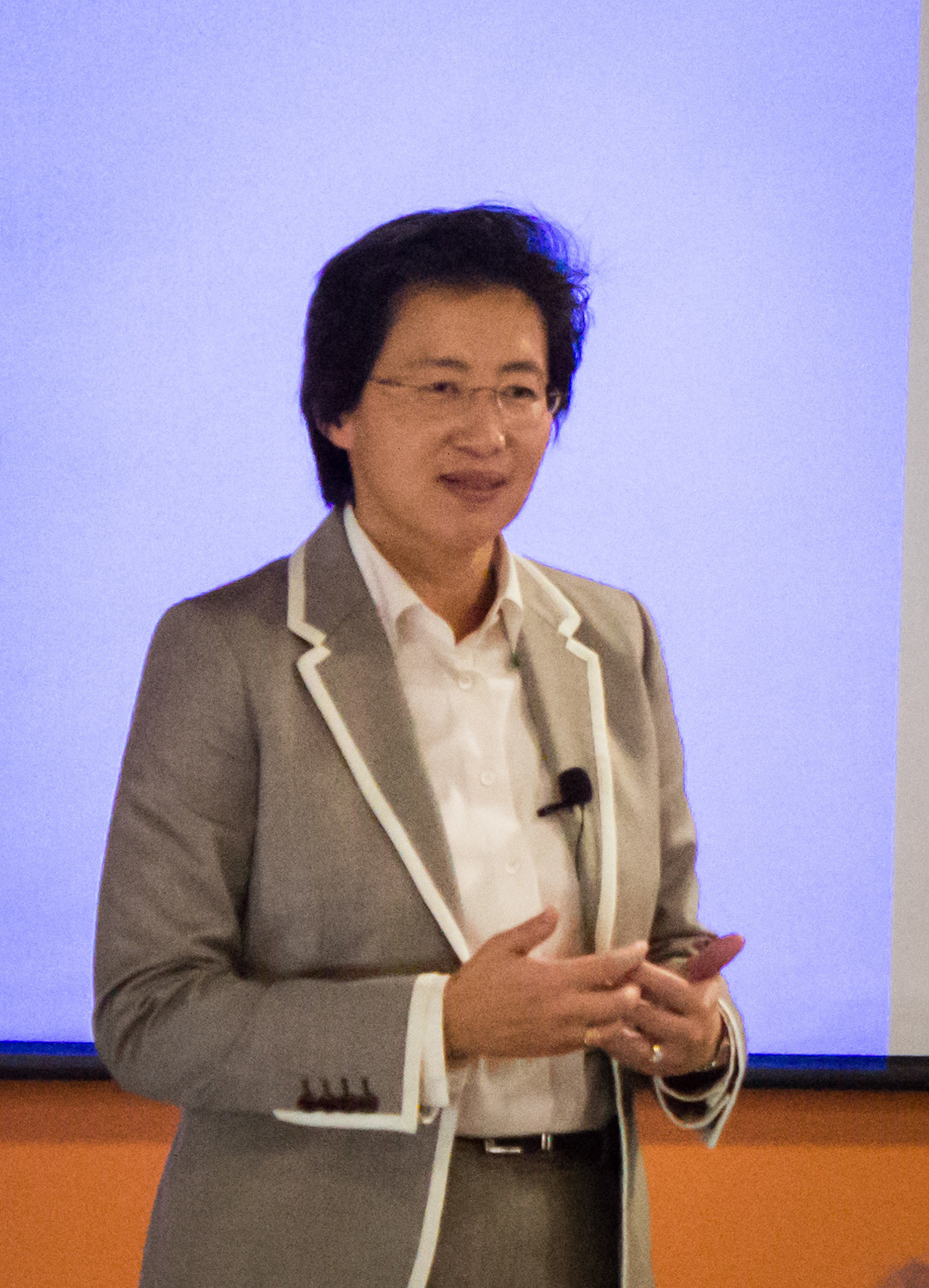
Su im November 2014

- 2002: Top 100 Young Innovators (Innovators Under 35), MIT Technology Review[6][35]
- 2003: Outstanding Achievement in Business, YWCA[14]
- 2009: IEEE Fellow
- 2014: ACE Executive of the Year von EE Times und EDN[9]
- 2015: Visionary of the Year, SFGate[1]
- 2015, 2016, 2017: Top 50 Most Powerful Women in Technology, National Diversity Council[36][37]
- 2016: Pinnacle Award, Asian American Business Development Center[38]
- 2017: Top Ranked Semiconductor CEO, Institutional Investor
- 2017: Fortune’s World’s 50 Greatest Leaders[10]
- 2018: Lifetime Achievement Award, Greater Austin Asian Chamber of Commerce[39]
- 2018: Women of the Year from UPWARD
- 2018: Aufnahme in die National Academy of Engineering[40]
- 2018: Dr. Morris Chang Exemplary Leadership Award, Global Semiconductor Alliance[41]
- 2018: Fortune’s #6 Businessperson of the Year[42]
- 2018: Forbes’ America’s Top 50 Women In Tech[43]
- 2019: Fortune’s Most Powerful Women in Business[44]
- 2019: Barron’s World’s Best CEOs of 2019[45]
- 2019: Harvard Business Review’s #26 The Best-Performing CEOs in the World[46]
- 2019: Bloomberg Businessweek The Bloomberg 50.[47]
- 2020: Wahl zum Mitglied der American Academy of Arts and Sciences[48]
- 2021: Robert N. Noyce Medal der IEEE
- 2024: Bower Award for Business Leadership (Franklin Institute)[49]
- 2025: Aufnahme in die Liste der 100 einflussreichsten Personen des Jahres 2025 des Time Magazine[50]

## Privatleben
Su und ihr Ehemann Daniel Lin leben in Austin (Texas). Su und Nvidia-Chef Jen-Hsun Huang sind verwandt. Seine Mutter ist die jüngste Schwester von Sus Großvater mütterlicherseits, wodurch sie Cousins zweiten Grades sind.